# Campeonato Pernambucano de Futebol Sub-20 de 2014
O Campeonato Pernambucano de Futebol Sub-20 de 2014, foi a 80ª edição do torneiro realizado no estado de Pernambuco e organizado pela Federação Pernambucana de Futebol. Com inicio em 12 de abril e com termino no o dia 7 de outubro de 2014, a competição contou com a participação de jogadores nascidos a partir do ano de 1994. A competição só se limitava a elenco Sub-20, com inscrição semi-restrita para jogadores acima dos 20 anos.
Teve como campeã a equipe sub-20 do Clube Atlético do Porto que conquistou seu 3º título sub-20 da história, se consagrando como o primeiro clube do interior a conquistar mais títulos na competição, conquistando o seu primeiro Tricampeonato. Teve como equipe vice-campeã, o Náutico.

## Formato e Regulamento

### Formato
A competição foi realizada nos dias 12 de abril à 7 de outubro de 2014 e contou com 05 (cinco) fases, duas classificatórias regida pelo sistema de pontos ganhos e três eliminatórias em jogos de "ida" e "volta" de acordo com o Regulamento Especifico da Competição - ('REC). Na Primeira Fase – Classificatória, foi formada por 04 (quatro) grupos (“A”, “B”, “C” e “D”), cada um composto por 04 (quatro) clubes/associações. Os clubes/associações jogarão entre si em jogos de ida e volta, classificando-se os 02 (dois) primeiros clubes/associações que obtiverem a maior pontuação em seu respectivo grupo.
Na Segunda Fase – Hexagonal, foi formada por 02 (dois) grupos (“E” e “F”), cada um composto por 06 (seis) clubes/associações que jogarão entre si em jogos de ida e volta, classificando-se os 04 (quatro) primeiros clubes/associações que obtiverem a maior pontuação em seu respectivo grupo. Na terceira, quarta e quinta fase, são as fases finas em que, os 08 (oito) clubes/associações que classificaram-se na fase anterior, jogarão entre si em jogos de ida e volta até a final. Os 02 (dois) clubes/associações que chegarem a final, jogarão entre si em jogos de ida e volta, tornando-se CAMPEÃO o clube/associação que sair vitoriosa nos confrontos.

### Regulamento
A  80ª edição do Pernambucano Sub-20, foi jogado por atletas nascidos a partir dos anos de 1994, de acordo com o regulamento da competição. O Campeonato foi restrito à categoria Sub-20, permitindo a inscrição de atletas com registro de profissionais desde que respeitado o limite de idade restrita à categoria Sub-20. Todos os jogadores deverão ter seus nomes publicados no  Boletim Informativo Diário - (BID).

## Critérios de Desempate
Em caso de empate em pontos ganhos entre dois ou mais clubes ao final da Primeira e Segunda Fase, no grupo, o desempate para efeito de classificação será definido observando-se os critérios abaixo, aplicados à fase:
1. Maior número de vitórias;
2. Maior saldo de gols;
3. Maior número de gols pró;
4. Menor número de cartões vermelhos recebidos;
5. Menor número de cartões amarelos recebidos;
6. Sorteio.

Em caso de empate na partida de cada grupo, na Terceira, Quarta e Quinta Fase, o desempate para indicar o vencedor será observando-se o critério abaixo:
1. Cobrança de pênaltis, de acordo com os critérios adotados pela International Board;
2. A disputa de pênaltis, quando aplicável, deverá ser iniciada até 10 minutos após o término da partida.

## Equipes Participantes
| Equipe                                                | Cidade                   | Em 2014 | Estádio (Mando)              | Títulos (Último) | Part. |
| ----------------------------------------------------- | ------------------------ | ------- | ---------------------------- | ---------------- | ----- |
| América Futebol Clube                                 | Recife                   |         | Ademir Cunha                 | 1 (em 1931)      | —     |
| Clube Atlético Pernambucano                           | Carpina                  | —       | Paulo Petribu                | 0 (não possui)   | —     |
| Belo Jardim Futebol Clube                             | Belo Jardim              | —       | Antônio Inácio               | 0 (não possui)   | —     |
| Central Sport Club                                    | Caruaru                  | —       | Estádio Luiz José de Lacerda | 1 (em 1983)      | —     |
| Chã Grande Futebol Clube                              | Chã Grande               | —       | Barbosão                     | 0 (não possui)   | —     |
| Associação Desportiva Jaboatão dos Guararapes         | Jaboatão dos Guararapes  | —       | Jefferson de Freitas         | 0 (não possui)   | —     |
| Clube Náutico Capibaribe                              | Recife                   | 1°      | Estádio dos Aflitos          | 17 (em 2013)     | —     |
| Pesqueira Futebol Clube                               | Pesqueira                | —       | Joaquim de Brito             | 0 (não possui)   | —     |
| Clube Atlético do Porto                               | Caruaru                  | 2°      | Vera Cruz                    | 2 (em 2008)      | —     |
| Salgueiro Atlético Clube                              | Salgueiro                | —       | Cornélio de Barros           | 0 (não possui)   | —     |
| Serra Talhada Futebol Clube                           | Serra Talhada            | —       | Nildo Pereira                | 0 (não possui)   | —     |
| Santa Cruz Futebol Clube                              | Recife                   | —       | Arruda                       | 28 (em 2003)     | —     |
| Sport Club do Recife                                  | Recife                   | —       | Ilha do Retiro               | 29 (em 2011)     | —     |
| Vera Cruz Futebol Clube                               | Vitória de Santo Antão   | —       | Carneirão                    | 0 (não possui)   | —     |
| Associação Acadêmica e Desportiva Vitória das Tabocas | Vitória de Santo Antão   | —       | Vera Cruz                    | 0 (não possui)   | —     |
| Sociedade Esportiva Ypiranga Futebol Clube            | Santa Cruz do Capibaribe | —       | Limeirão                     | 0 (não possui)   | —     |

## Fase Final
Em itálico, os times que possuem o mando de campo no primeiro jogo do confronto e em negrito os times classificados.
|  | Quartas-de-final    | Quartas-de-final | Quartas-de-final | Quartas-de-final |            |   | Semifinais                       | Semifinais                       | Semifinais                       | Semifinais                       |   |  | Final        | Final        | Final        | Final        |  |  |
|  |                     |                  |                  |                  |            |   | De 16 de agosto à 15 de setembro | De 16 de agosto à 15 de setembro | De 16 de agosto à 15 de setembro | De 16 de agosto à 15 de setembro |   |  | 7 de outubro | 7 de outubro | 7 de outubro | 7 de outubro |  |  |
|  |                     |                  |                  |                  |            |   |                                  |                                  |                                  |                                  |   |  |              |              |              |              |  |  |
|  | Salgueiro           | 0                | 1                | 1                |            |   |                                  |                                  |                                  |                                  |   |  |              |              |              |              |  |  |
|  | Porto-PE            | 1                | 1                | 2                |            |   |                                  |                                  |                                  |                                  |   |  |              |              |              |              |  |  |
|  | Porto-PE            | 1                | 1                | 2                | Porto-PE   |   |                                  |                                  |                                  |                                  |   |  |              |              |              |              |  |  |
|  |                     |                  |                  |                  |            |   |                                  |                                  |                                  |                                  |   |  |              |              |              |              |  |  |
|  |                     | Sport            |                  |                  |            |   |                                  |                                  |                                  |                                  |   |  |              |              |              |              |  |  |
|  | Sport               |                  |                  |                  |            |   |                                  |                                  |                                  |                                  |   |  |              |              |              |              |  |  |
|  |                     |                  |                  |                  |            |   |                                  |                                  |                                  |                                  |   |  |              |              |              |              |  |  |
|  | Vitória das Tabocas |                  |                  |                  |            |   |                                  |                                  |                                  |                                  |   |  |              |              |              |              |  |  |
|  |                     |                  |                  |                  |            |   |                                  | Porto-PE                         | 1                                | 1                                | 2 |  |              |              |              |              |  |  |
|  |                     |                  |                  |                  |            |   |                                  |                                  |                                  |                                  | 2 |  |              |              |              |              |  |  |
|  |                     | Náutico          | 0                | 1                | 1          |   |                                  |                                  |                                  |                                  |   |  |              |              |              |              |  |  |
|  | Santa Cruz          | Náutico          | 0                | 1                | 1          | 0 | 1                                | 1 (9)                            |                                  |                                  |   |  |              |              |              |              |  |  |
|  | Santa Cruz          |                  |                  |                  |            | 0 | 1                                | 1 (9)                            |                                  |                                  |   |  |              |              |              |              |  |  |
|  | América-PE (pen)    | 1                | 0                | 1 (10)           |            |   |                                  |                                  |                                  |                                  |   |  |              |              |              |              |  |  |
|  | América-PE (pen)    | 1                | 0                | 1 (10)           | América-PE |   |                                  |                                  |                                  |                                  |   |  |              |              |              |              |  |  |
|  |                     |                  |                  |                  |            |   |                                  |                                  |                                  |                                  |   |  |              |              |              |              |  |  |
|  |                     | Náutico          |                  |                  |            |   |                                  |                                  |                                  |                                  |   |  |              |              |              |              |  |  |
|  | Náutico             |                  |                  |                  |            |   |                                  |                                  |                                  |                                  |   |  |              |              |              |              |  |  |
|  |                     |                  |                  |                  |            |   |                                  |                                  |                                  |                                  |   |  |              |              |              |              |  |  |
|  | Central             |                  |                  |                  |            |   |                                  |                                  |                                  |                                  |   |  |              |              |              |              |  |  |

## Premiação
| Campeonato Pernambucano de Futebol Sub-20 de 2014 |
| ------------------------------------------------- |
| Porto-PE Campeão (3º título)                      |

| Vice Campeão: | Terceiro Colocado: | Quarto Colocado: | Artilheiro:        |
| ------------- | ------------------ | ---------------- | ------------------ |
| Náutico       | América-PE         | Sport            | Joeliton - 15 gols |